# Damalis immerita
Damalis immerita là một loài ruồi trong họ Asilidae. Damalis immerita được Osten-Sacken miêu tả năm 1882.